# Kristina Rangelova
Kristina Rangelova (née le 24 janvier 1985 à Sofia) est une gymnaste rythmique bulgare.

## Biographie
Kristina Rangelova fait partie de l'équipe de Bulgarie terminant septième des Jeux olympiques d'été de 2000 à Sydney. Vice-championne du monde par équipe en 2003 à Budapest, elle remporte aux Jeux olympiques d'été de 2004 à Athènes la médaille de bronze par équipe avec Zhaneta Ilieva, Eleonora Kezhova, Zornitsa Marinova, Galina Tancheva et Vladislava Tancheva.

## Palmarès

### Jeux olympiques
- Athènes 2004
  -  médaille de bronze par équipe.

### Championnats du monde
- Budapest 2003
  -  médaille d'argent par équipe.